# 中国の七不思議
中国の七不思議（ちゅうごくのななふしぎ）は、アメリカ合衆国のトラベル・チャンネル（Travel Channel）によって選定された、中華人民共和国にある7つの注目すべき建造物（七不思議）である。日本では2009年にディスカバリーチャンネルで放送された。

## 中国の七不思議一覧
- 兵馬俑（陝西省）
- 懸空寺（山西省）
- 万里の長城（華北）
- 楽山大仏（四川省）
- 武当山（湖北省）
- 紫禁城（北京市）
- 石宝寨（重慶市）

このうち、万里の長城は、中世の世界の七不思議、かつ、現代の「世界の七不思議」でもある。